# Camenca (Glodeni)
Camenca è un comune della Moldavia situato nel distretto di Glodeni di 2.167 abitanti al censimento del 2004

## Località
Il comune è formato dall'insieme delle seguenti località (popolazione 2004):
- Camenca (1.221 abitanti)
- Brînzeni (371 abitanti)
- Buteşti (434 abitanti)
- Moleşti (141 abitanti)